# Camille Pinová
Camille Pinová (* 25. srpna 1981 v Nice, Francie) je současná francouzská profesionální tenistka.
Ve své dosavadní kariéře zatím nevyhrála na okruhu WTA žádný turnaj.

## Finálové účasti na turnajích WTA (1)

### Čtyřhra – prohry (1)
| Legenda                     |
| Kategorie Premier (0)       |
| Kategorie International (1) |

| Č. | Datum             | Turnaj              | Povrch | Partnerka        | Vítězky                            | Výsledek |
| 1. | 25. červenec 2009 | Portorož, Slovinsko | tvrdý  | Klára Zakopalová | Julia Görgesová Vladimíra Uhlířová | 6–4, 6–2 |

## Postavení na žebříčku WTA na konci sezóny

### Dvouhra
| Rok    | 1996 | 1997   | 1998   | 1999   | 2000   | 2001   | 2002   | 2003   | 2004  | 2005   | 2006  | 2007  | 2008  | 2009   |
| Pořadí | 781. | ▲ 721. | ▲ 452. | ▲ 405. | ▲ 280. | ▲ 173. | ▲ 135. | ▼ 220. | ▲ 98. | ▼ 113. | ▲ 76. | ▼ 77. | ▼ 86. | ▼ 155. |

### Čtyřhra
| Rok    | 2001 | 2002   | 2003   | 2004   | 2005   | 2006   | 2007   | 2008   | 2009   |
| Pořadí | 664. | ▲ 302. | ▲ 276. | ▲ 229. | ▼ 433. | ▲ 146. | ▲ 102. | ▼ 124. | ▲ 100. |